# Alice Sapritch
Alice Sapritch (Istanbul, 29 luglio 1916 – Parigi, 24 marzo 1990) è stata un'attrice francese.

## Biografia
Nata in Turchia da genitori armeni, all'età di 13 anni lasciò Istanbul per stabilirsi dapprima a Bruxelles, poi definitivamente a Parigi. 
Debuttò a teatro negli anni '40, nonostante gli esordi fossero difficili per via del suo status di straniera. Negli anni '50 esordì nel mondo del cinema, ma fu il decennio successivo che la consacrò come attrice di gran fama, in particolare grazie ai numerosissimi ruoli interpretati per la televisione.

## Filmografia parziale

### Cinema
- Festa di maggio (Premier mai), regia di Luis Saslavsky (1958)
- Il giocatore (Le joueur), regia di Claude Autant-Lara (1958)
- Questione di pelle (Les tripes au soleil), regia di Claude Bernard-Aubert (1959)
- Sesso e alcool (Les scélérats), regia di Robert Hossein (1960)
- La ragazza dagli occhi d'oro (La Fille aux yeux d'or), regia di Jean-Gabriel Albicocco (1961)
- Le due orfanelle (Les deux orphelines), regia di Riccardo Freda (1965)
- Qui êtes-vous, Polly Maggoo?, regia di William Klein (1966)
- Aggrappato ad un albero, in bilico su un precipizio a strapiombo sul mare (Sur un arbre perché), regia di Serge Korber (1971)
- Mania di grandezza (La folie des grandeurs), regia di Gérard Oury (1971)
- La pendolare (Elle court, elle court la banlieue), regia di Gérard Pirès (1973)
- Chi è più matto ha ragione (La raison du plus fou), regia di François Reichenbach (1973)
- Niente di grave, suo marito è incinto (L'événement le plus important depuis que l'homme a marché sur la Lune), regia di Jacques Demy (1973)
- Colinot l'alzasottane (L'histoire très bonne et très joyeuse de Colinot Trousse-Chemise), regia di Nina Companeez (1973)
- Tre ramazze in fuori gioco (Le führer en folie), regia di Philippe Clair (1974)
- Les guichets du Louvre, regia di Michel Mitrani (1974)
- Les Sœurs Brontë, regia di André Téchiné (1979)
- Ma guarda un po' 'sti americani (National Lampoon's European Vacation), regia di Amy Heckerling (1985)

### Televisione
- Janique aimée - serie TV, 21 episodi (1963)
- Molière pour rire et pour pleurer - miniserie TV, 6 episodi (1973)
- Cinéma 16 - serie TV, 3 episodi (1977-1981)